# Кубок чемпионов ФИБА 1961/1962
Кубок чемпионов 1962 — пятый розыгрыш сильнейшего баскетбольного клубного турнира среди мужских команд, в котором приняло участие 24 команды. Впервые финальный матч прошел на нейтральной территории в один матч, который состоялся в Женеве. Вновь как и в предыдущих четырех турнирах победила советская команда, на этот раз Динамо (Тбилиси), переиграв в финале Реал (Мадрид).

## Квалификационный раунд
| Команда #1           | Разница   | Команда #2               | 1 игра | 2 игра |
| -------------------- | --------- | ------------------------ | ------ | ------ |
| Касабланка           | 84 — 166  | Реал (Мадрид)            | 46-84  | 38-82  |
| Селтик (Дублин)      | 122 — 226 | БК Антверпен             | 62-82  | 60-144 |
| Вулвз (Амстердам)    | 87 — 113  | Эльзас (Баньолет)        | 40-52  | 47-61  |
| Этцелла (Эттельбрук) | 110 — 149 | УСК (Хайдельберг)        | 51-66  | 59-83  |
| Энгельманн (Вена)    | 141 — 185 | Олимпия (Любляна)        | 77-99  | 64-86  |
| СИСУ (Копенгаген)    | 90 — 156  | Киса Товерит (Хельсинки) | 57-70  | 33-86  |
| Хапоэль (Тель-Авив)  | 166 — 130 | Панатинаикос (Афины)     | 82-58  | 84-72  |
| Виссеншафт (Берлин)  | 119 — 197 | Гонвед (Будапешт)        | 58-84  | 61-113 |
| Бенфика (Лиссабон)   | 97 — 174  | Иньис (Варезе)           | 49-73  | 48-101 |

## 1/8 финала
| Команда #1               | Разница   | Команда #2            | 1 игра | 2 игра |
| ------------------------ | --------- | --------------------- | ------ | ------ |
| Киса Товерит (Хельсинки) | 145 — 179 | Легия (Варшава)       | 65-86  | 80-93  |
| Иньис (Варезе)           | 144 — 163 | Реал (Мадрид)         | 82-80  | 62-83  |
| УСК (Хайдельберг)        | 139 — 192 | Олимпия (Любляна)     | 81-95  | 58-97  |
| Хапоэль (Тель-Авив)      | 139 — 140 | Дарюшшафака (Стамбул) | 69-65  | 70-75  |
| Гонвед (Будапешт)        | 148 — 149 | Искра (Свит)          | 90-74  | 58-75  |
| Стяуа (Бухарест)         | 153 — 159 | Динамо (Тбилиси)      | 76-77  | 77-82  |
| БК Антверпен             | 137 — 127 | Эльзас (Баньолет)     | 87-61  | 50-66  |

## 1/4 финала
| Команда #1            | Разница   | Команда #2        | 1 игра | 2 игра |
| --------------------- | --------- | ----------------- | ------ | ------ |
| ЦСКА (Москва)         | 140 — 110 | Искра (Свит)      | 85-53  | 55-57  |
| Дарюшшафака (Стамбул) | 116 — 164 | Динамо (Тбилиси)  | 67-80  | 49-84  |
| БК Антверпен          | 143 — 173 | Олимпия (Любляна) | 87-83  | 56-90  |
| Легия (Варшава)       | 144 — 162 | Реал (Мадрид)     | 73-62  | 71-100 |

## Полуфиналы
| Команда #1        | Разница   | Команда #2       | 1 игра | 2 игра |
| ----------------- | --------- | ---------------- | ------ | ------ |
| ЦСКА (Москва)     | 137 — 152 | Динамо (Тбилиси) | 71-75  | 66-77  |
| Олимпия (Любляна) | 158 — 160 | Реал (Мадрид)    | 105-91 | 53-69  |

## Финал
| Команда #1       | Разница | Команда #2    |
| ---------------- | ------- | ------------- |
| Динамо (Тбилиси) | 90 — 83 | Реал (Мадрид) |

Женева, Швейцария. Зрителей:4,000
29 июня, 1962
| Победитель Кубка чемпионов 1962 |
| ------------------------------- |
| Динамо (Тбилиси) 1-й титул      |